# William Cail
William Henry Cail (* 28. Februar 1849 in Gateshead; † 25. November 1925 in Newcastle upon Tyne) war ein britischer Rugbypionier.

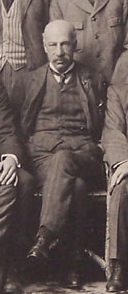
William Cail (1910)

1865 führte William Cail in Stuttgart und Bad Cannstatt das Rugbyspiel ein. Damit erfolgte die Entstehung einer losen Spielgemeinschaft, die später zur offiziellen Gründung des Cannstatter Fußball-Clubs und schließlich auch zur Entstehung der Vorgängervereine des VfB Stuttgart führte. 1892 wurde William Cail zum Präsidenten der Rugby Football Union gewählt. Nach seiner Amtszeit als Präsident war er bis 1924 Schatzmeister des Verbands. 1910 war William Cail Trainer der British and Irish Lions bei ihrer Tour nach Südafrika.